# Császár Előd
Császár Előd, művésznevén: Shane 54 (Budapest, 1973. február 16. –) magyar énekes, lemezlovas.

## Élete
Édesanyja Mixtay Melinda, jazz- és táncdalénekesnő. 1989-ben megalakította a Borderline Projectet, majd egykori iskolatársával és barátjával, Hoffer Danival az FLM duót. Több televízióban dolgozott, a Magyar Televízióban Császármorzsák címmel vezetett éjszakai műsort, de elhíresült mondása ('Kapd be a faxom') miatt a műsor megszűnt. A Danubius Rádióban egy éven keresztül volt műsora. 
1993-ban – eredeti lemezkiadójuk vezetőjének és közeli barátjának halála után – egy belga producer segítségével dolgozott tovább. 1996-ban duettet énekelt Eördögh Alexával, Tiltott szerelem címmel. Ezután szólóénekesként folytatta pályafutását. Produceri munkát vállalt a TNT első lemezén, az Exotron-project lemeze pedig Moldvai Márk közreműködésével jelent meg. 1997-ben egy 11 fős együttessel élőben turnézott, és plasztikai műtéttel megigazíttatta elálló füleit.
1998. december 17-én, délután fél négy tájban halálos közlekedési balesetet okozott. A Szilágyi Erzsébet fasoron autójával megcsúszott és karambolozott egy rendőrautóval, amelynek vezetője, egy 25 éves rendőrtiszt meghalt. A hatóságok már a büntetőper kezdete előtt alulmaradtak két vitatott kérdésben: nem tudták bizonyítani azt az állításukat, hogy a vétkes sofőr kábítószer befolyása alatt állt a tragédia idején; az igazságügyi orvosszakértő csak jóval korábbi fogyasztást tudott kimutatni, amiért Császárt ügyészi megrovásban részesítették; illetve azt sem tudták elérni, hogy a közlekedési ügyet és a karambolozott autóra kötött, visszadátumozott biztosítás miatti okirat-hamisítást egy perben tárgyalja a bíróság. Császár ügyvédje, Zamecsnik Péter elérte, hogy 2001 tavaszán felfüggesztett börtönbüntetésre, valamint százezer forint pénzbüntetésre ítéljék. Bár az ítéletben kimondták, hogy sem alkoholt, sem kábítószert nem fogyasztott, és a balesetet az autóval való szabálytalan közlekedés során bekövetkezett megcsúszás okozta, az ítélet hatalmas közfelháborodást okozott. A baleset és a per, valamint az ítéletek miatt Császár magyarországi karrierje gyakorlatilag véget ért.
2002-től Shane 54, Futureproof, Sun Project néven készített remixeket. A név onnan ered, hogy miután hónapok óta keresett egy megfelelő nevet új elektronikus tánczenei elképzeléseihez, az 54 című film egyik snittjében meglátta a rendszámtáblán látható Shane 54 feliratot. Ő készítette a Való Világ 3 főcímzenéjének új verzióját. 2003-ban megjelent életrajzi könyve, amely nem lett túl sikeres. A könyvet megírni izgalmas és tanulságos vállalkozás volt, sok mindent tanultam belőle magamról. A múlt árnyaival való szembenézést is nagyban segítette – mondta. 2004-ben Michelle Wilddal készített lemezt 69 címmel. 2009 végén az RTL Klub Vacsoracsata című műsorában kisebb botrányt keltett azzal, hogy felhangzott az amerikai rapper Ice-T Copkiller (Zsarugyilkos) című dala.
A botrányok később sem kerülték el, 2019-ben ismét visszatért a képernyőre egy olyan pólóban, melynek felirata "No mistakes/Just happy accidents" (Nem hibák, csak vidám balesetek) volt. Az ezt követő nyilatkozatában kijelentette, hogy a szerencsétlenül választott póló az övé, de egyáltalán nem volt tudatos. "Ez a mondat az amerikai popkultúra szerves része, én pedig ezt természetesnek vettem, és eszembe sem jutott az áthallás. Ez egyértelműen az én katasztrofális hibám, amire nincs mentség!”

## Albumok

### FLM
- 1992 – A csütörtök túl messze van (MusicDome)
- 1993 – Megdöglöm érted (BMG)
- 1995 – Megtalállak még (BMG)

### Császár Előd
- 1997 – 73.02.16. (Rózsa)
- 1997 – Butitájm (Rózsa)
- 1999 – Hangulatváltozások (Warner)

### Shane 54
- 2004 – My Way (Boring)
- 2006 – Laptop DJ (EMI)

### Myon & Shane 54
- 2009-ben indult el az International Departures (Episode 01 – május 10)
- A világ minden tájára hívják zenélni őket (USA, Japán, Oroszország stb.)
- Myon és Shane 54 néven készítették a mixeket együttesen.[9]
- 2016. június 8-án jelentette be a duó hogy különválnak, az International Departures 324. podcastjén már csak Shane 54 dolgozott.

## Könyv
- Császár Előd: Két élet, Bookmaker, Budapest, 2002